# تازه قشلاق (خدابنده)
تازه قشلاق (خدابنده)، روستایی از توابع بخش افشار شهرستان خدابنده در استان زنجان ایران است.

## جمعیت
این روستا در دهستان قشلاقات افشار قرار دارد و براساس سرشماری مرکز آمار ایران در سال ۱۳۸۵، جمعیت آن ۳۹ نفر (۱۰خانوار) بوده‌است.